# Прапор Варшави
Прапор Варшави — один з офіційних символів, нарівні з гербом Варшави, столиці Республіки Польща.

## Історія
Жовто-червоний прапор почав використовуватися як символ Варшави в 1938 році, але без офіційного статусу. Прапор був офіційно прийнятий як символ міста в 1991 році.

## Опис
Прапор Варшави складається з двох рівновеликих горизонтальних смуг червоного і жовтого забарвлення. Полотно має бути виконане в пропорції 5:8. Найчастіше гамма кольорів прапора трактується так:
- червоний — один з національних кольорів Польщі;
- золотий — символ королівського блиску і пишноти Польської столиці.